# مجيدو (كيبوتس)
مچدو (بالعبرية: מְגִדּוֹ) هي كيبوتس يقع في مرج ابن عامر شمال إسرائيل ويديره المجلس الإقليمي مچدو. تأسس في عام 1949 قرب تل المتسلم الأثري. بلغ عدد سكانه في عام 2015 نحو 847 نسمة. في عام 1949 أنشأت الحكومة الإسرائيلية الكيبوتس فوق أراضي قرية اللجون المهجرة.